# Unfallkasse Saarland
Die Unfallkasse Saarland (UKS) ist ein Träger der gesetzlichen Unfallversicherung mit Sitz in Saarbrücken. 

## Organisation und Organe
Die UKS ist eine landesunmittelbare und rechtsfähige Körperschaft des öffentlichen Rechts mit dem Recht zur Selbstverwaltung.
Organe der UKS sind die Vertreterversammlung und der Vorstand.

## Aufgaben
Die Aufgaben der UKS umfassen:
- Die Verhütung von Arbeitsunfällen, Berufskrankheiten und arbeitsbedingten Gesundheitsgefahren und
- im Falle von Arbeitsunfällen die Wiederherstellung der Gesundheit und Leistungsfähigkeit der Versicherten einschließlich der Entschädigung der Versicherten oder ihrer Hinterbliebenen.

## Mitglieder
Mitglieder der UKS sind:
- Unternehmen des Saarlands und der saarländischen der Gemeinden und Gemeindeverbände sowie
- Unternehmen in selbständiger Rechtsform, an denen Land, Gemeinden oder Gemeindeverbände überwiegend beteiligt sind oder einen ausschlaggebenden Einfluss haben.

## Finanzierung
Die UKS finanziert sich durch jährliche Beiträge ihrer Mitglieder.